# Berare
Berare is een bestuurslaag in het regentschap Sumbawa van de provincie West-Nusa Tenggara, Indonesië. Berare telt 2864 inwoners (volkstelling 2010).